# Gomer (Pyrénées-Atlantiques)
Gomer település Franciaországban, Pyrénées-Atlantiques megyében. Lakosainak száma 302 fő (2022. január 1.). Gomer Beuste, Boeil-Bezing, Espoey, Lucgarier és Soumoulou községekkel határos.

## Népesség
A település népességének változása:
| Lakosok száma | 283  | 310  | 323  | 314  | 308  | 303  | 301  | 301  | 302  |
|               | 2013 | 2015 | 2016 | 2017 | 2018 | 2019 | 2020 | 2021 | 2022 |